# Oliver Abildgaard
Oliver Abildgaard Nielsen (* 10. Juni 1996 in Hasseris, Aalborg) ist ein dänischer Fußballspieler. Er debütierte im November 2020 für die A-Nationalmannschaft Dänemarks.

## Karriere

### Verein
Oliver Abildgaard begann mit dem Fußballspielen bei Aalborg Freja und wechselte im Alter von zehn Jahren in die Jugendabteilung von Aalborg BK. Am 20. Juli 2015 gab er im Alter von 19 Jahren sein Profidebüt in der Superliga, als er beim 1:1-Unentschieden gegen Esbjerg fB eingesetzt wurde. In diesem Spiel gelang Abildgaard das Tor zum Endstand. In seiner ersten Profisaison kam er zu 14 Einsätzen, wobei er in sieben Partien in der Startelf stand. Auch in den folgenden zwei Jahren war Oliver Abildgaard eher selten Teil der Startformation; in der Saison 2016/17 war Aalborg BK nach Abschluss der regulären Saison Teil der Abstiegsrunde und qualifizierte sich in der Folge für die Play-offs um die Teilnahme an der UEFA Europa League, unterlag in den Ausscheidungsspielen allerdings Randers FC und in der Saison 2017/18 qualifizierte sich der Verein aus Nordjütland für die Meisterrunde. In der Meisterrunde der Superliga in der Saison 2017/18 kam der Spieler zu sieben Einsätzen und stand dabei in sechs Partien in der Anfangself. In der Saison 2018/19 gelang Abildgaard der Durchbruch bei Aalborg BK, als er nun öfters in der Anfangsformation stand. In jener Spielzeit musste der Verein wieder in die Abstiegsrunde, in der der Spieler zu zwei Einsätzen kam, ehe er aufgrund von Rückenproblemen ausfiel. In der Hinrunde der Saison 2019/20 kam Oliver Abildgaard oft zum Einsatz, war aber wieder nicht oft in der Anfangsformation aufzufinden. Sein Vertrag bei Aalborg BK lief bis 2022.
In der Winterpause der Saison 2019/20 wechselte Abildgaard nach Russland zu Rubin Kasan. Dort erkämpfte er sich einen Stammplatz und war als defensiver Mittelfeldspieler gesetzt. In der Rückrunde der Saison 2019/20 stand Oliver Abildgaard in zehn seiner elf Einsätze in der Startelf und belegte mit dem Verein mit vier Punkten Vorsprung auf einem Abstiegsplatz den 10. Rang. In der Folgesaison behielt er seinen Stammplatz und qualifizierte sich mit Rubin Kasan für die UEFA Europa Conference League, wo sie in der dritten Qualifikationsrunde starten und dort gegen den polnischen Vertreter Raków Częstochowa ausschieden. In der Saison 2021/22 war Oliver Abildgaard weiterhin gesetzt und spielte auch oft über die kompletten 90 Minuten, fehlte zwischenzeitlich allerdings wegen muskulären Problemen. Zum Ende der Spielzeit stieg Rubin Kasan aus der höchsten russischen Spielklasse ab.
Am 1. September 2022 wechselte er für eine Saison als Leihspieler zu Celtic Glasgow nach Schottland. Aufgrund mangelnder Spielzeit wurde Abildgaards Leihe bei Celtic im Januar 2023 vorzeitig beendet, und er wechselte für den Rest der Saison auf Leihbasis zum italienischen Serie-A-Klub Hellas Verona.
Im Sommer 2023 wechselte er zu Como 1907 in die Serie B.

### Nationalmannschaft
Oliver Abildgaard absolvierte eine Partie für die dänische U20. Am 20. Januar 2016 spielte er beim torlosen Unentschieden im Testspiel im türkischen Belek gegen die Ukraine erstmals für die dänische U21-Nationalmannschaft. Mit der U21-Nationalmannschaft nahm Abildgaard an der U21-Europameisterschaft 2019 in Italien und San Marino teil und schied mit seiner Mannschaft nach der Gruppenphase aus. Dabei kam er im Gruppenspiel gegen Titelverteidiger Deutschland zu seinem einzigen Turniereinsatz.
Am 11. November 2020 lief Oliver Abildgaard zum ersten Mal für die A-Nationalmannschaft der Dänen auf, als er im Testspiel gegen Schweden zum Einsatz kam.